# Seshed

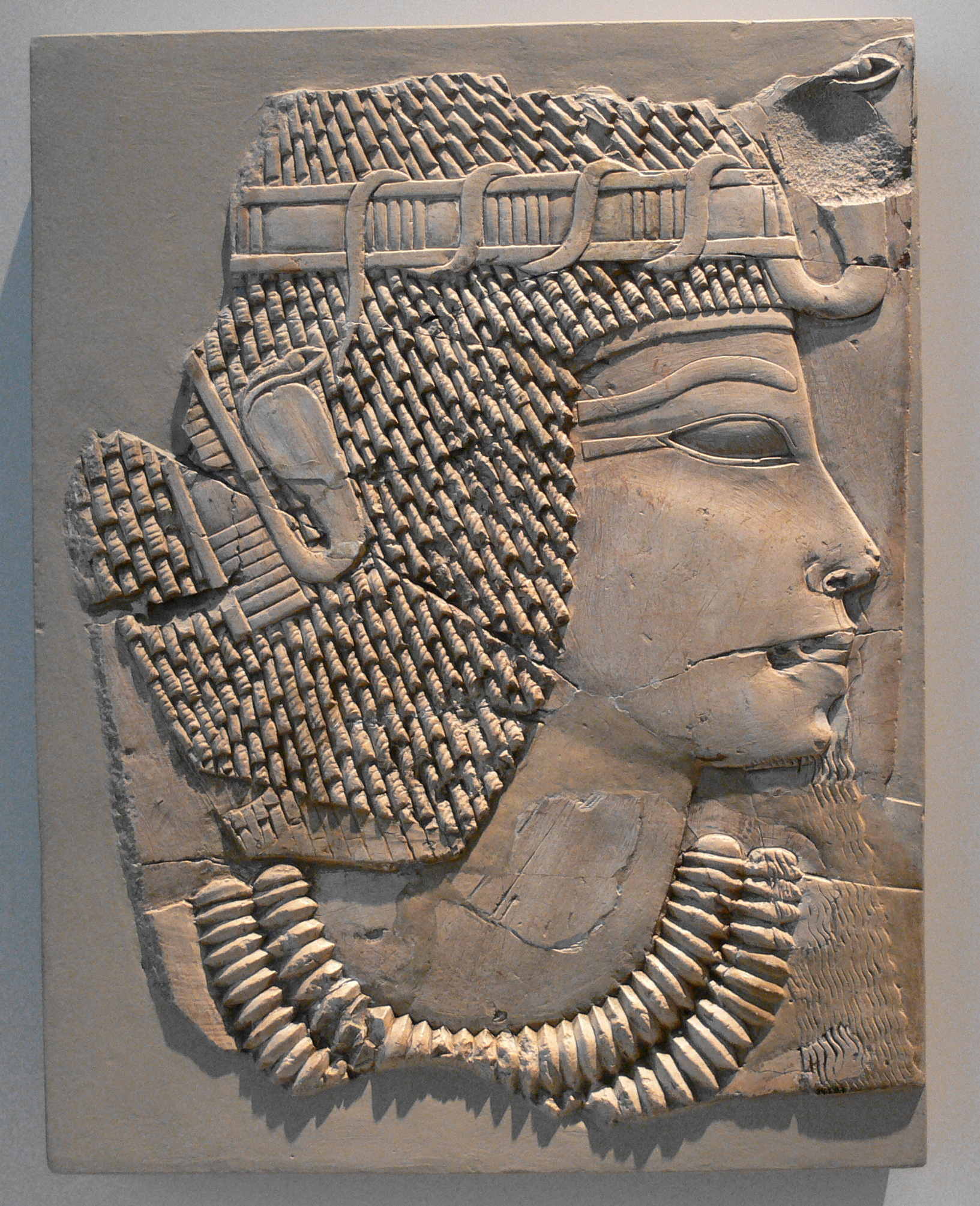
Amenhotep III con seshed.

Seshed (egipcio sšd) es una antigua diadema del Antiguo Egipto que rodea la cabeza con un nudo detrás y con los dos extremos de la cinta cayendo hacia la espalda. Aunque no sea, estrictamente hablando, una corona, sin embargo, ha sido un atributo de los faraones asimilada a una corona, desde el Reino Antiguo, bajo el reinado de Seneferu. En aquella época, siempre se asociaba a la corona atef. En épocas posteriores, se asoció a menudo con la peluca rizada ibes que sujetaba. En este caso, la función principal de la diadema seshed era sostener el ureo, símbolo de la protección del poder real.

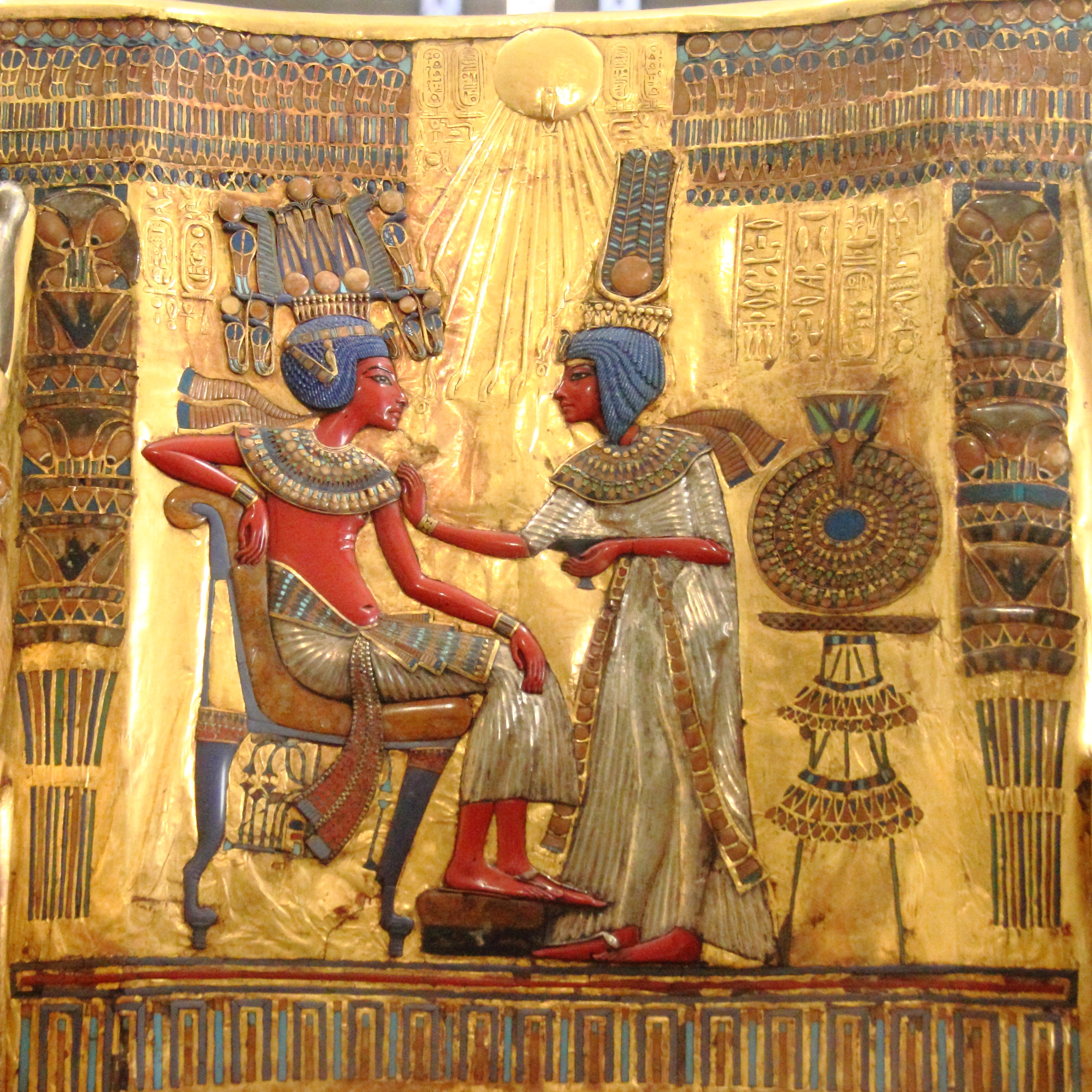
Tutankamón con una peluca ibes y diadema seshed.

Seshed podía ser una simple cinta de tela de lino colocada en la frente y atada en la parte posterior de la cabeza o podía ser una diadema de bandas metálicas de oro, o mejor aún, de plata (la plata era más preciosa que el oro en el Antiguo Egipto), con incrustaciones de gemas o cabujones de pasta de vidrio. 
Una de estas joyas de oro se encontró en la tumba de Tutankamón, en cuya cabeza se colocaba para sujetar las vendas. También se ha encontrado representada en ushebtis del Tercer Período Intermedio.
Se pensaba que seshed era un símbolo de vida y luz, relacionándola con el dios cósmico Shu, personificación del aire atmosférico y la propia luz.